# Maaziz
Maaziz  (in arabo معازيز‎?) è un centro abitato e comune rurale del Marocco situato nella provincia di Khémisset, regione di Rabat-Salé-Kénitra. Conta una popolazione di 11 502 abitanti (censimento 2014).